# Das singende Haus
Das singende Haus ist eine österreichische Filmkomödie von Franz Antel aus dem Jahr 1948.

## Handlung
Melanie Cattori, eine für die Oper ausgebildete Sängerin und Tochter eines Musikprofessors, verliebt sich in Freddy, den Schlagzeuger einer im gleichen Haus wohnenden Jazzkapelle. Leider lehnt Melanies Vater Jazzmusik strikt ab. Freddy versucht deshalb, einen Theaterdirektor zu überreden, die Jazzkapelle für eine Revue zu engagieren. Unterstützt werden die Jazzmusiker vom Gemischtwarenhändler Franz Huber, dessen Tochter Gretl als Tänzerin mitwirkt. Doch erst als der Theaterautor den Direktor durch eine künstlich herbeigeführte Autopanne zum Anhören der Kapelle zwingt und weitere Schwierigkeiten überwunden werden, kann die Vorstellung arrangiert werden. Sogar Vater Cattori erlaubt seiner Tochter Melanie die Mitwirkung. Die Aufführung hat Erfolg, und am Ende finden gleich drei Paare zueinander.

## Produktionsnotizen
Nachdem Franz Antel, Aldo von Pinelli und Kurt Nachmann in ihrem Künstlerclub die Idee zu Das singende Haus skizziert hatten, trafen sie hier auf die polnischen Brüder Sheberko, die genügend Geld und eine sowjetische Dreherlaubnis für die Rosenhügel-Ateliers besaßen. Um das Projekt zu realisieren, wurde die Produktionsfirma Kollektiv-Film gegründet. Dann schrieb Nachmann das eigentliche Drehbuch.
Gedreht wurde außer in den Rosenhügel-Studios in Wien und Umgebung. Aufgrund der Mängelerscheinungen der Nachkriegszeit musste bei den Dreharbeiten besonders viel improvisiert werden. So benutzte Filmarchitekt Julius von Borsody von der Decke herabhängende Klopapierrollen, die durch geschickte Beleuchtung Samtvorhänge vorspiegelten. Da tagsüber das Stromnetz zu stark belastet war, durfte nur nachts gedreht werden. Im Elite-Filmverleih in Zürich fand Antel auch eine Verleihfirma, die zur Bedingung machte, dass der Film unter Mitwirkung der Hauptdarsteller bei den Festspielen von Locarno 1947 starten müsste. So wurden die Mitwirkenden die ersten österreichischen Filmschaffenden, die nach dem Krieg zu einem internationalen Filmfestival eingeladen wurden. Die Kino-Uraufführung erfolgte am 23. Januar 1948 in der Scala Wien. Die deutsche Erstaufführung fand am 18. Februar 1948 im Kino Babylon in Ost-Berlin statt. Eine Aufführung des Films in der Bundesrepublik ist trotz einer entsprechenden Ankündigung im Verleihprogramm 1950/51 durch den Dafa-Filmverleih nicht nachweisbar.
1998 erschien Das singende Haus erstmals im Videoeinsatz.

## Kritiken
Das Urteil von film-dienst lautete: „Anspruchslose Unterhaltung.“